# Philip Kassel
Philip Kassel (Imperi Alemany, 26 de setembre de 1876 - Filadèlfia, 26 de maig de 1959) va ser un gimnasta i atleta alemany de naixement i estatunidenc d'adopció que va competir a cavall del segle xix i el segle xx.
El 1904 va prendre part en els Jocs Olímpics de Saint Louis, on guanyà la medalla d'or en la prova per equips del programa de gimnàstica, com a membre de l'equip Philadelphia Turngemeinde junt a John Grieb, Anton Heida, Max Hess, Ernst Reckeweg i Julius Lenhart. També disputà les proves gimnàstiques del concurs complet i triatló, on fou 11è i 19è respectivament; i el triatló del programa d'atletisme, on fou 6è.